# Psarocolius
Psarocolius és un dels gèneres d'ocells, de la família dels ictèrids (Icteridae).

## Taxonomia
Segons la classificació del Congrés Ornitològic Internacional (versió 15.1, 2025), aquest gènere conté 9 espècies:
- Cacic capbrú (Psarocolius wagleri Gray, GR, 1844)
- Cacic olivaci (Psarocolius atrovirens d'Orbigny & Lafresnaye, 1838)
- Cacic dorsi-rogenc (Psarocolius angustifrons Spix, 1824)
- Cacic crestat (Psarocolius decumanus Pallas, 1769)
- Cacic verd (Psarocolius viridis Müller, PLS, 1776)
- Cacic de Pará (Psarocolius bifasciatus Spix, 1824)
- Cacic de Moctezuma (Psarocolius montezuma Lesson, RP, 1830)
- Cacic negre (Psarocolius guatimozinus Bonaparte, 1853)
- Cacic de Cassin (Psarocolius cassini Richmond, 1898)